# پیشرو در طراحی محیطی و انرژی

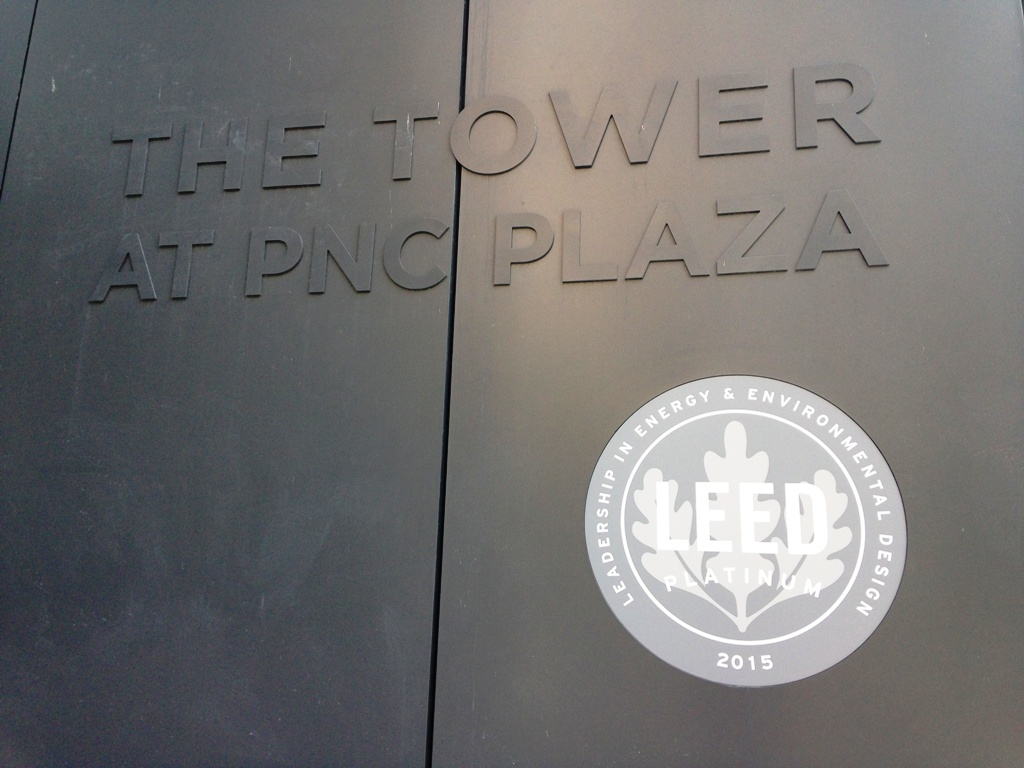
نشان گواهینامهٔ leed در ساختمان این مرکز

استاندارد پیشرو در طراحی محیطی و انرژی (به انگلیسی: Leadership in Energy and Environmental Design) یا گواهی‌نامه لید یا به اختصار لید (به انگلیسی: LEED)، استاندارد حوزه تهویه مطبوع و مرجع انتخاب ساختمان‌های سبز (Green Building)در آمریکا و اروپا می‌باشد.

## گواهی‌نامه لید
گواهینامه لید (به انگلیسی: LEED Certification) در سال ۱۹۹۳  انجمن ساختمان سبز ایالات متحده تحت نظر کمیته محیط زیست انستیتو معماری آمریکا تشکیل شد. این انجمن برای مدیریت و سنجش ساختمان‌های پایدار نیازمند یک ابزار بود. آنچه که امروز به نام گواهینامه لید شناخته می‌شود همان ابزار است.

## تاریخچه
در سال ۱۹۹۸ اولین ویرایش گواهینامه لید برای ارزیابی ساختمان‌های سبز مورد استفاده قرار گرفت. طی سالیان گذشته بارها این گواهینامه ویرایش شده و امروز ما از نسخه سوم این گواهینامه استفاده می‌کنیم. هرچند که از گواهینامه لید به عنوان استاندارد ملی ایالات متحده برای ارزیابی ساختمان‌های سبز نام می‌برند اما جامعه جهانی نیز آنرا به عنوان معیاری برای سنجش در طراحی ساخت و بهره‌برداری از ساختمان‌هایی که مدعی عملکرد سبز در قبال محیط اطراف هستند را پذیرفته‌اند.
توانایی  طراحی در قالب این گواهینامه نیز حائز اهمیت بوده و به عنوان یکی از شرایط استخدام به ویژه در آمریکا مطرح شده‌است. این گواهینامه در سال ۲۰۰۰ از طرف انجمن ساختمان‌های سبز امریکا گسترش یافته‌است. گواهینامه LEED برای هر نوع ساختمانی و با هر ابعادی صادر می‌شود. گواهینامه LEED یک ارزیابی سه مرحله‌ای را برای مهمترین ویژگی‌هایی که یک ساخنمان را سبز می‌سازد پیشنهاد می‌دهد.
گواهینامه لید سعی بر این دارد که تمامی انواع ساختمان‌ها را مورد ارزیابی قرار دهد و می‌تواند برای تمام انواع ساختمان‌ها شامل ساخت و سازهای جدید و نوسازی‌های کلی ساختمان‌های موجود فضاهای تجاری، هسته یا پوسته یک ساختمان، مدرسه یا منزل، استفاده شود. البته این گواهینامه برای واحدهای همسایگی، فضاهای بهداشتی و خرده فروشی‌ها نیز در چند پروژه در حال آزمایش شدن است تا امروز چیزی در حدود ۴٫۵ میلیون فیت مربع ازاین گواهینامه استفاده کرده‌اند.
گواهینامه LEED یک سیستم امتیازی است. پروژه‌های ساختمانی برای اینکه معیارهای ویژه ساختمان‌های سبز را داشته باشند و به عنوان یک پروژه سبز شناخته شوند می‌بایست امتیازهای گواهینامه لید را بدست آورند. این پروژه‌ها می‌بایست در هفت معیار پیش‌نیازهای سخت‌گیرانه آن‌ها را کسب کرده تا در ادامه بتوانند امتیازهای این معیارها را کسب کنند.

## شاخصه‌های اصلی حداکثر امتیاز
- سایت پایدار    ۲۶
- کارایی آب      ۱۰
- انرژی و جو     ۳۵
- مصالح و منابع  ۱۴
- کیفیت هوای داخل ساختمان   ۱۵
- نوآوری در طراحی     ۶
- اولویت‌های منطقه‌ای    ۴

## امتیازات گواهینامه‌ها

امتیازهای لید

- گواهینامه معمولی ۴۰ تا ۴۹ امتیاز
- گواهینامه نقره‌ای ۵۰ تا ۵۹
- گواهینامه طلائی ۶۰ تا ۷۹
- گواهینامه پلاتینی ۸۰ به بالا

## ساختمان‌های سبز
ساختمان‌های سبز ساختمان‌هایی هستند که اصول مشخصی را در طراحی، بهره‌وری انرژی، استحکام و سایر موارد تعریف شده در این استاندارد رعایت می‌کنند.
- پایداری ساختمان Sustainable site
- راندمان در میزان مصرف آب (مصرف بهینه منابع آب) Water efficiency
- انرژی و تأثیر بر محیط زیست و جو Energy & Atmosphere
- مواد و منابع مصرفی در ساختمان Material & Resources
- کیفیت طراحی داخلی و محیطی Indoor Environmental Quality
- نوآوری در طراحی Innovation in Design
- امتیازات منطقه‌ای Regional Bonus

ساختمانهایی که موارد فوق را رعایت می‌کنند موفق به اخذ گواهی لید برای ساختمان‌های سبز می‌شوند.

## رویکردهای معماری پایدار
- نوآوری در طراحی  ۱۱/۵٫۵
- موقعیت و ارتباطات  ۱۰/۱۰
- سایت‌های پایدار  ۲۲/۱۴
- بهره‌وری آب  ۱۵/۸
- مصرف انرژی و اتمسفر  ۳۸ /۳۱
- مواد و منابع  ۱۶/۱۰
- کیفیت محیط زیست داخل سالن  ۲۱/۹
- آگاهی و آموزش  ۳/۲

## نمونه موردی
ساختمان GEN COLIN L POWELL APTS  پروژه مقرون به‌صرفه سال ۲۰۱۰
- ۴۳٪ صرفه جویی در انرژی مورد انتظار
- ۹۶٪ ضایعات ساختمانی

## امتحانات حرفه‌ای لیید
امتحان حرفه‌ای لیید به وسیلهٔ مؤسسه ساختمان سبز برگزار می‌شود. جهت کسب گواهی، اطلاعات و دانش این امتحان بر اساس طراحی محیطی و انرژی ساختمان‌سازی سبز ایالات متحده می‌باشد.

## مدارک حرفه‌ای لیید
مدارک لیید حرفه‌ای جهت دوام، ارتقاء و بهبودی دانش و تخصص می‌باشد. مدرک تحصیلی لیید حرفه‌ای کارفرمایان، سیاستگذاران با دانش و شایستگی مناسب جهت مؤثر واقع شدن در ساختمان سبز فراهم می‌آورد. این مدرک تحصیلی نیازمند آموزش مداوم و تجربه‌های مکرر و حتی یادگیری‌های مجدد می‌باشد که در سال ۲۰۰۹ آغاز شد و هر ۲ سال برای دارندگان این مدرک تکرار می‌شود. عدم قبولی مدرک مورد نظر اعتبار ندارد.
۳ مورد صلاحیت در برنامه مدرک حرفه‌ای لیید وجود دارد:
- ۱لیید با دانشیار سبز
- ۲لیید با تخصص حرفه‌ای
- ۳لیید همکار

### لیید با دانشیار سبز
این حوزه برای افرادی است که دارای دانش فنی نیستند و نشان دهندهٔ دانش پایه طراحی سبز، ساخت وساز و عملیات می‌باشد. اما نیازمند و ملزم هستند که هر ۲ سال یکبار تست آزمایی شوند. امتحان این قسمت شامل ۱۰۰ سؤال که در ۲ ساعت باید به آن‌ها پاسخ داده شود. موضع این امتحان بیشتر روی فرایند یک پروژه متمرکز است. (شامل طراحی یکپارچه و شزایط خود تنظیم‌کننده در کل یک ساختمان) مفاهیم اصلی پایدار، اصطلاحات ساختمان سبز و جنبه‌های مختلف سیستم امتیاز لیید می‌باشد. هزینه‌های مرتبط با لیید دانشیار سبز ۵۰ $ مربوط به نرم‌افزار و ۲۰۰ $ هزینه آزمون (در هر آزمون قرار ملاقات) برای اعضای USGBC ملی یا دانشجویان تمام وقت ۲۵۰ $ هزینه آزمون (در هر آزمون قرار ملاقات) می‌باشد؛ و برای تست آزمایی دوسالانه CMP هزینه ۵۰ $ می‌باشد.

### لیید با تخصص حرفه‌ای
این مجوز لیید تخصصی وارتر می‌باشد و برای کسانی که صلاحیت و تخصص و دانش این سیستم را دارند می‌باشد. آزمون به ۲ قسمت تقسیم می‌شود:
۱- نشان دهنده دانش عمومی از شیوهٔ ساختمان سبز
۲- بر اساس یکی از مرجع‌های زیر می‌باشد:
- طراحی ساختمان+ ساخت و ساز
- طراحی خانه
- طراحی داخلی+ ساخت وساز
- واحدهای همسایگی
- تعمیر و نگهداری

شرایط لازم برای امتحان لیید با تخصص حرفه‌ای داشتن تجربه حرفه‌ای در پروژه لیید در ۳ سال گذشته با تأیید لیید یا با شهادت کارفرما است.
امتحان شامل دو بخش است:
- دانشیار سبز
- بخش تخصصی

هر بخش شامل ۱۰۰ تست که باید در ۲ ساعت تکمیل شود و باید به ۱۷۰ سؤال پاسخ صحیح دهند تا مورد قبول واقع شوند. هزینه‌های مرتبط با امتحانات لیید با تخصص حرفه‌ای یک درخواست با هزینه ۱۰۰ دلاری است و برای اعضای ملی USGBC (شورای ساختمان سبز ایالات متحده) هزینه امتحان ۳۰۰ $ (در انتصاب آزمون) یا برای افراد غیر عضو هزینه امتحان ۴۵۰ $ (در انتصاب آزمون) برای لیید موجود همکاران سبز یا برای اعضای ملی USGBC که مایل به گرفتن امتحان تخصص هستند، هزینه آزمون تنها۱۵۰ $ (در هر قرار ملاقات آزمون) و برای افراد غیر عضو هزینه امتحان ۲۵۰ $ (در انتصاب آزمون) می‌باشد. همچنین برای تست آزمایی دوسالانه CMP هزینه تجدید ۵۰ دلار است.

### لیید همکار
این مجوز برای آن دسته از کسانی می‌باشد که توسط همکاران معرفی می‌گردند یا حداقل ۱۰ سال سابقه تجربه حرفه‌ای در ساختمان سبز را دارند. کسانی که در این مرحله هستند حتماً باید مجوز لیید با تخصص حرفه‌ای را گرفته باشند.

## گواهینامه حرفه‌ای لیید
- ارزیاب خانه سبز
- کلاس‌های حرفه‌ای